# Isis Mussenden
Isis Mussenden (Los Angeles, 22 maggio 1959) è una costumista statunitense.
Nel 2006 ha vinto un Saturn Award nella categoria migliori costumi per aver lavorato al film Le cronache di Narnia - Il leone, la strega e l'armadio. Per lo stesso premio fu candidata anche per i due successivi capitoli della saga cinematografica, nel 2009 e nel 2011. Sempre nel 2006 grazie al film diretto da Andrew Adamson, ha ricevuto un Costume Designers Guild Award ed è stata candidata per il premio BAFTA ai migliori costumi.
Nel 2008 è stata invitata a divenire membro dell'Academy of Motion Picture Arts and Sciences.

## Filmografia

### Cinema
- Una notte da ricordare (The Allnighter), regia di Tamar Simon Hoffs (1987)
- Blue Iguana (The Blue Iguana), regia di John Lafia (1988)
- Oltre la riserva (Powwow Highway), regia di Jonathan Wacks (1989)
- Sotto shock (Shocker), regia di Wes Craven (1989)
- Vita di cristallo (The Waterdance), regia di Neal Jimenez e Michael Steinberg (1992)
- Ragazze nel pallone (Ladybugs), regia di Sidney J. Furie (1992)
- Desideri smarriti (Bodies, Rest & Motion), regia di Michael Steinberg (1993)
- Claude, regia di Cindy Lou Johnson (1993)
- Matinee, regia di Joe Dante (1993)
- Killer machine (Ghost in the Machine), regia di Rachel Talalay (1993)
- Il tuo amico nel mio letto (Sleep with Me), regia di Rory Kelly (1994)

- Il rovescio della medaglia (White Man's Burden), regia di Desmond Nakano (1995)
- Insoliti criminali (Albino Alligator), regia di Kevin Spacey (1996)
- Daylight - Trappola nel tunnel (Daylight), regia di Rob Cohen (1996)
- Dante's Peak - La furia della montagna (Dante's Peak), regia di Roger Donaldson (1997)
- Cercasi tribù disperatamente (Krippendorf's Tribe), regia di Todd Holland (1998)
- Some Girl, regia di Rory Kelly (1998)
- Hi-Life, regia di Roger Hadden (1998)
- The Astronaut's Wife - La moglie dell'astronauta (The Astronaut's Wife), regia di Rand Ravich (1999)
- American Psycho, regia di Mary Harron (2000)
- Per una sola estate (Here on Earth), regia di Mark Piznarski (2000)
- Lost Cause, regia di Glenn Gaylord – corto (2000)
- Thirteen Days, regia di Roger Donaldson (2000)
- Shrek, regia di Andrew Adamson e Vicky Jenson (2001)
- Jay & Silent Bob... Fermate Hollywood! (Jay and Silent Bob Strike Back), regia di Kevin Smith (2001)
- Dirty Dancing 2 (Dirty Dancing: Havana Nights), regia di Guy Ferland (2004)
- Breakin' All the Rules, regia di Daniel Taplitz (2004)
- Shrek 2, regia di Andrew Adamson, Kelly Asbury e Conrad Vernon (2004)
- Life of the Party, regia di Barra Grant (2005)
- Le cronache di Narnia - Il leone, la strega e l'armadio (The Chronicles of Narnia: The Lion, the Witch and the Wardrobe), regia di Andrew Adamson (2005)
- 10 cose di noi (10 Items or Less), regia di Brad Silberling (2006)
- The Grand Design, regia di Eric Stoltz – corto (2007)
- Le cronache di Narnia - Il principe Caspian (The Chronicles of Narnia: Prince Caspian), regia di Andrew Adamson (2008)
- Drag Me to Hell, regia di Sam Raimi (2009)
- Le cronache di Narnia - Il viaggio del veliero (The Chronicles of Narnia: The Voyage of the Dawn Treader), regia di Michael Apted (2010)
- Wolverine - L'immortale (The Wolverine), regia di James Mangold (2013)
- Padri e figlie (Fathers and Daughters), regia di Gabriele Muccino (2015)
- Una giusta causa (On the Basis of Sex), regia di Mimi Leder (2018)
- Velvet Buzzsaw, regia di Dan Gilroy (2019)

### Televisione
- Taken Away, regia di John Patterson – film TV (1989)
- Sotto zero (Storm and Sorrow), regia di Richard A. Colla – film TV (1990)
- Memphis, regia di Yves Simoneau – film TV (1992)
- A Private Matter, regia di Joan Micklin Silver – film TV (1992)
- Vanishing Son, regia di John Nicolella – film TV (1994)
- Vanishing Son III, regia di John Nicolella – film TV (1994)
- Vanishing Son IV, regia di John Nicolella – film TV (1994)
- Ball & Chain, regia di Todd Holland – film TV (2001)
- Capital City, regia di Spenser Hill – film TV (2004)
- Andy Barker, P.I. - serie TV, episodio pilota (2007)
- Outsourced – serie TV, 4 episodi (2011)
- The Playboy Club – serie TV, 7 episodi (2011)
- Masters of Sex – serie TV, 11 episodi (2015-2016)
- La Ruota del Tempo (The Wheel of Time) – serie TV, 8 episodi (2021)